# SMAP 007 MOVIES〜Summer Minna Atsumare Party
『SMAP 007 MOVIES〜Summer Minna Atsumare Party』（スマップ 007 ムービーズ サマー ミンナ アツマレ パーティー）は、VHS,LDが1995年12月16日、DVDが2003年12月24日に発売されたSMAPのツアーVHS,LD・DVDである。

## 概要
- ライブDVDの中では最後の森且行出演作品となった。
- 1995年の7月26日から9月3日に行われたSMAPのコンサートツアー「SUMMER MINNA ATUMARE PARTY」の大宮公演を中心に、ツアー最終日の沖縄公演の模様も収められている。

## 収録
VHS, LD, DVD 共通
1. Opening / Theme of 007 (James Bond Theme)
2. Overture / Streetbeats
3. たぶんオーライ
4. しようよ
5. 君と僕の6ヶ月
6. Theme of 007 (James Bond Theme)
7. KANSHAして
8. 人知れずバトル - 木村拓哉・森且行
9. Streetbeats Part II 〜 働く人々
10. ルーズなMorning - 森且行・香取慎吾
11. Mickey Mouse 〜 KANSHAして
12. Alone in the Rain - 稲垣吾郎・草彅剛
13. 雨がやまない - 木村拓哉・森且行
14. Scarface Groove
15. A Day in the Life
16. Let's go to 週末ヘヴン
17. Let It All Go - 森且行・香取慎吾
18. 過去の人
19. 失くしたり見つけたりのEvery Day
20. がんばりましょう
21. どんないいこと
22. 感じやすい不機嫌 - 木村拓哉・草彅剛・香取慎吾
23. Carnival - 稲垣吾郎
24. はじめてのチュウ - 木村拓哉
25. 勝手にシンドバッド - 草彅剛
26. 正義の味方はあてにならない
27. 君に夢中 - FUNNY GIRL -
28. 君を微笑みにかえて
29. オリジナル スマイル
30. 悲しくて眠れない - 中居正広
31. 翼をください
32. Waiting Waiting Waiting
33. いますぐ天気にしておくれ
34. Run! Run! Run!
35. それでも君を好きになる
36. 君がいない
37. Don't Cry Baby
38. Ending / Blue Christmas

## 収録時間
- Total: 95min.

## コンサートツアー
- コンサートツアー『SMAP '95 Summer Minna Atumare Party』について記述。

|        | 開催日時 | 開演時間 | 会場                         |
| 1995年 | 1995年   | 1995年   | 1995年                       |
| ------ | -------- | -------- | ---------------------------- |
| 1      | 7月26日  | 15:30    | 香川県民ホール               |
| 1      | 7月26日  | 18:30    | 香川県民ホール               |
| 2      | 7月29日  | 16:00    | 長野県松本文化会館           |
| 2      | 7月29日  | 19:00    | 長野県松本文化会館           |
| 3      | 7月30日  | 13:00    | 金沢市観光会館               |
| 3      | 7月30日  | 16:30    | 金沢市観光会館               |
| 4      | 8月1日   | 15:00    | 名古屋レインボーホール       |
| 4      | 8月1日   | 19:00    | 名古屋レインボーホール       |
| 4      | 8月2日   | 14:00    | 名古屋レインボーホール       |
| 4      | 8月2日   | 18:00    | 名古屋レインボーホール       |
| 5      | 8月4日   | 15:00    | 宮崎市民会館                 |
| 5      | 8月4日   | 18:30    | 宮崎市民会館                 |
| 6      | 8月5日   | 15:00    | 鹿児島市民文化ホール         |
| 6      | 8月5日   | 18:30    | 鹿児島市民文化ホール         |
| 7      | 8月6日   | 15:00    | 福岡サンパレス               |
| 7      | 8月6日   | 18:30    | 福岡サンパレス               |
| 8      | 8月7日   | 13:00    | 長崎市公会堂                 |
| 8      | 8月7日   | 16:30    | 長崎市公会堂                 |
| 9      | 8月10日  | 16:00    | 仙台サンプラザ               |
| 9      | 8月10日  | 19:00    | 仙台サンプラザ               |
| 10     | 8月11日  | 15:00    | 岩手県民会館                 |
| 10     | 8月11日  | 18:30    | 岩手県民会館                 |
| 11     | 8月12日  | 13:00    | 青森市文化会館               |
| 11     | 8月12日  | 16:30    | 青森市文化会館               |
| 12     | 8月14日  | 14:30    | 新潟県民会館                 |
| 12     | 8月14日  | 18:00    | 新潟県民会館                 |
| 13     | 8月16日  | 13:00    | 北海道厚生年金会館           |
| 13     | 8月16日  | 16:30    | 北海道厚生年金会館           |
| 14     | 8月17日  | 15:00    | 横浜アリーナ                 |
| 14     | 8月17日  | 19:00    | 横浜アリーナ                 |
| 14     | 8月18日  | 15:00    | 横浜アリーナ                 |
| 14     | 8月18日  | 19:00    | 横浜アリーナ                 |
| 14     | 8月19日  | 14:00    | 横浜アリーナ                 |
| 14     | 8月19日  | 18:00    | 横浜アリーナ                 |
| 15     | 8月21日  | 15:00    | 群馬県民会館                 |
| 15     | 8月21日  | 18:30    | 群馬県民会館                 |
| 16     | 8月22日  | 15:00    | 大宮ソニックシティ           |
| 16     | 8月22日  | 18:30    | 大宮ソニックシティ           |
| 17     | 8月23日  | 11:00    | 大阪城ホール                 |
| 17     | 8月23日  | 15:00    | 大阪城ホール                 |
| 17     | 8月23日  | 19:00    | 大阪城ホール                 |
| 17     | 8月24日  | 15:00    | 大阪城ホール                 |
| 17     | 8月24日  | 19:00    | 大阪城ホール                 |
| 18     | 9月3日   | 18:00    | 沖縄県総合運動公園陸上競技場 |